# Ísak Jóhannesson
Ísak Bergmann Jóhannesson (* 23. März 2003 in Sutton Coldfield, England) ist ein isländischer Fußballspieler auf der Position eines Mittelfeldspielers. Seit Juli 2025 steht er beim 1. FC Köln unter Vertrag. Außerdem spielt er seit 2020 für die isländische Fußballnationalmannschaft.

## Vereinskarriere

### Karrierebeginn in der Heimat
Ísak Jóhannesson wurde am 23. März 2003 in der Stadt Sutton Coldfield bei Birmingham in England geboren. Sein Vater Joey Guðjónsson, ein isländischer Nationalspieler, spielte zu dieser Zeit auf Leihbasis in England – zuerst bei Aston Villa und danach bei den Wolverhampton Wanderers. Ísak ist das älteste der vier Kinder von Jófríður María Guðlaugsdóttir und Joey Guðjónsson; seine jüngeren Brüder sind Jóel Þór (* 2005), Daniel Ingi (* 2007) und Emil Karl (* 2010). In seiner Kindheit und Jugend trat er für den ÍA Akranes in Erscheinung, für den er bis 2018 in der vereinseigenen Jugend aktiv war. Während dieser Zeit sammelte er auch erste Erfahrungen in den Auswahlmannschaften des isländischen Fußballverbandes. Am 22. September 2018 saß der zu diesem Zeitpunkt 15-Jährige beim 1:1-Heimremis der Herrenmannschaft von ÍA gegen Þróttur Reykjavík auf der Ersatzbank, ehe er in der 81. Spielminute von seinem Vater, der seit Jahresbeginn das Traineramt ausübte, für Þórður Þorsteinn Þórðarson eingewechselt wurde. ÍA stand zu diesem Zeitpunkt bereits als Aufsteiger in die isländische Erstklassigkeit fest; für die Mannschaft war es das letzte Saisonspiel vor dem Wiederaufstieg. Am Ende rangierte ÍA Akranes – punktegleich mit dem Zweitplatzierten, HK Kópavogur – auf dem ersten Tabellenplatz.

### Wechsel nach Schweden und Dänemark
In weiterer Folge wurde der junge Isländer von verschiedenen Klubs – durch seine Verwandtschaft hatte er auch beste Kontakte ins Ausland und vor allem nach England – umworben. Noch im Winter 2018 schloss sich der Linksfuß daraufhin dem IFK Norrköping mit Spielbetrieb in der Fotbollsallsvenskan, der höchsten schwedischen Fußballliga, an. Nachdem er über den gesamten Saisonverlauf mit der Profimannschaft mittrainiert hatte, saß der 1,80 m große Offensivakteur am 26. September 2019, fast auf den Tag genau ein Jahr nach seinem Debüt im Herrenfußball, bei einem 4:0-Heimsieg über den AFC Eskilstuna erstmals in der Fotbollsallsvenskan 2019 auf der Ersatzbank. Im Spiel wurde Ísak Jóhannesson in der 83. Spielminute von seinem Trainer Jens Gustafsson als Ersatz für den finnischen Internationalen Simon Skrabb eingewechselt. Danach saß er bis zum Saisonende in zwei der nachfolgenden fünf Ligapartien uneingesetzt auf der Ersatzbank und rangierte mit dem Team im Endklassement auf dem fünften Tabellenplatz. In der Saison 2020 kam er auf 28 Liga-Einsätze und 2021 auf 15, wechselte aber noch vor Saisonende nach Dänemark zum FC Kopenhagen.

### Fortuna Düsseldorf
Für die Spielzeit 2023/24 wurde Jóhannesson an den deutschen Zweitligisten Fortuna Düsseldorf ausgeliehen. Bei diesem überzeugte er mit 7 Toren und 10 Assists in 36 Spielen. Besonders in Erinnerung bleibt das DFB-Pokal-Spiel in Unterhaching (6:3-Sieg n. V.), in welchem er zur Halbzeit eingewechselt wurde und anschließend 3 Tore schoss und 2 weitere Tore vorbereitete. Anschließend wurde er zum Man of the Match gekürt. Der Zweitligist schaffte es bis ins Halbfinale, musste sich dort aber dem späteren Doublesieger Bayer 04 Leverkusen geschlagen geben. In der Liga erreichte die Fortuna den 3. Platz und somit die Relegation, wo man auf den VfL Bochum traf. Im Hinspiel gewann die Fortuna in Bochum mit 3:0, Jóhannesson wurde in der 80, Minute eingewechselt. Im Rückspiel wurde er in der 75. Minute eingewechselt und musste somit erst von der Bank miterleben wie Bochum ebenfalls 3 Tore machte und anschließend im Elfmeterschießen dramatisch gewann. Jóhannesson trat dabei als zweiter Schütze an und konnte den Ball auch im Netz versenken.
Zur Saison 2024/25 wurde er schließlich fest verpflichtet. In dieser konnte er seine Leistungen aus der vorherigen Saison weiter steigern und wurde zu einem der Leistungsträger in der Mannschaft. Er erzielte in 32 Ligaspielen elf Tore und sechs Vorlagen. Dabei stand Jóhannesson in den 32 Spielen immer in der Startelf und kam so auf insgesamt 2.853 Spielminuten in der 2. Bundesliga.

### 1. FC Köln
Zur Saison 2025/26 unterschrieb Jóhannesson einen Vertrag bis 2030 beim 1. FC Köln, nachdem dieser eine Ausstiegsklausel gezogen hatte.

## Nationalmannschaftskarriere

### Einsätze in den isländischen U15- und U16-Nationalmannschaften
Erste Erfahrungen in einer Nachwuchsnationalmannschaft des isländischen Fußballverbandes sammelte Ísak Jóhannesson, als er Ende Oktober 2017 in zwei Länderspielen der isländischen U15-Auswahl gegen die Alterskollegen von den Färöern zum Einsatz kam und dabei im zweiten Spiel bei einem 7:0-Kantersieg einen Treffer beisteuerte. Im nachfolgenden März 2018 wurde Ísak Jóhannesson kurz nach seinem 15. Geburtstag für das sogenannte UEFA Development Tournament, ein Entwicklungsturnier der UEFA für U16-Nationalmannschaften, erstmals in die isländische U16-Auswahl geholt und absolvierte im Laufe des Anfang April stattfindenden Turniers drei Länderspiele. Nur einen Monat später absolvierte er zwei weitere freundschaftliche Länderspiele für Islands U15 gegen die Schweiz und erzielte dabei einen weiteren Treffer für sein Heimatland. Im August 2018 kam der Offensivspieler in vier weiteren U16-Länderspielen gegen die Färöer, China, Norwegen und Finnland zum Einsatz und konnte beim 2:1-Sieg über Norwegen und einem 1:0-Erfolg über Finnland je einen Treffer erzielen.

### Torgefährlicher U17-Nationalspieler und erste Auftritte für die U19-Junioren
Nur zwei Monate später startete der 15-Jährige mit der isländischen U17-Auswahl in die Qualifikation zur U17-Europameisterschaft 2019 und war dabei einer der herausragendsten isländischen Spieler. Bereits im ersten Spiel des Grunddurchgangs gegen die Ukraine erzielte Ísak Jóhannesson zwei frühe Tore und schaffte mit seinem Team am Ende noch ein 2:2-Remis. Im nächsten Spiel, drei Tage später, gegen Bosnien und Herzegowina erzielte er, nachdem er sechs Minuten zuvor eingewechselt worden war, in der 68. Minute per Elfmeter das Tor zum 1:1-Endstand. Beim anschließenden 8:0-Kantersieg über die Alterskollegen aus Gibraltar konnte sich Ísak Jóhannesson mit zwei Treffern ebenfalls in die Torschützenliste eintragen.
In der anschließenden Eliterunde der Qualifikation belegte Island im März 2019 vor Deutschland, Belarus und Slowenien den ersten Platz, womit sich die Isländer für die im Mai 2019 stattfindende EM-Endrunde in Irland qualifizierten. Der weiterhin im offensiven Mittelfeld zum Einsatz gekommene Ísak Jóhannesson steuerte bei seinen drei Einsätzen in der Eliterunde eine Torvorlage, sowie zwei Treffer, die er beide im letzten Gruppenspiel gegen Belarus erzielte, bei. Unter dem isländischen U17-Nationaltrainer Davíð Snorri Jónasson gehörte er in weiterer Folge zum 20-köpfigen isländischen Spieleraufgebot, das an der EM-Endrunde teilnahm und war dabei hinter Hákon Arnar Haraldsson der zweitjüngste Spieler im Kader, sowie einer der jüngsten Teilnehmer dieser Europameisterschaft. Die Offensivgefährlichkeit des mittlerweile 16-Jährigen blieb während der Europameisterschaft weitestgehend aus. Bei Einsätzen in den drei Spielen seines Heimatlandes brachte er es lediglich zu einem Torerfolg und dies bei der 2:4-Niederlage im letzten Gruppenspiel gegen Portugal. Nach lediglich einem Sieg und zwei Niederlagen rangierte Island in der Gruppe C auf dem dritten Platz und schied so frühzeitig aus dem Turnier aus.
Danach dauerte es weitere fünf Monate bis Ísak Jóhannesson wieder in einer Nationalmannschaft berücksichtigt wurde. Diesmal holte ihn Þorvaldur Örlygsson für zwei freundschaftliche Länderspiele im Oktober 2019 gegen Finnland und Schweden in die isländische U19-Nationalauswahl. In beiden Partien als Stammkraft im Einsatz, wurde der offensive Mittelfeldakteur auch für den einen Monat später stattfindenden Grunddurchgang der U19-EM-Qualifikation ins isländische U19-Aufgebot geholt. Auch hierbei fungierte Ísak Jóhannesson als Stammspieler und wurde vom U19-Trainer Örlygsson in zwei Partien im offensiven Mittelfeld eingesetzt und absolvierte die letzte Partie sogar als Mittelstürmer. Beim 5:2-Sieg über die griechischen U19-Junioren beteiligte er sich mit einem Treffer, sowie einer Torvorlage. Mit zwei Siegen und einer Niederlage aus drei Spielen qualifizierte sich die Mannschaft als Zweiter der Gruppe 4 hinter Belgien für die nachfolgende Eliterunde im März 2020. In der kam Ísak aber nicht zum Einsatz. Ab September nahm er mit der U21 erfolgreich an der Qualifikation für die U21-Europameisterschaft 2021 teil. Bei der Endrunde im März 2021 hatte er zwei Einsätze, die Isländer schieden aber nach drei Niederlagen aus.

### A-Nationalspieler
Schon am 18. Oktober 2020 war er zu seinem ersten Einsatz in der A-Nationalmannschaft gekommen. Bei der 0:4-Niederlage gegen England in der UEFA Nations League wurde er in der 88. Minute eingewechselt. Den nächsten Einsatz hatte er in der Qualifikation für die WM 2022 im März 2021. Beim Spiel gegen Liechtenstein wurde er beim Stand von 3:1 in der 81. Minute eingewechselt (Endstand: 4:1). Beim Freundschaftsspiel im Mai gegen Mexiko stand er dann erstmals in der Startelf und spielte bis zum Ende mit.

## Erfolge
- Dänischer Meister: 2022
- Isländischer Zweitligameister und Aufstieg in die Pepsideild: 2018

## Persönliches
Ísak Jóhannesson entstammt einer isländischen Fußballerfamilie. Bereits Vater Jóhannes Karl und Großvater Guðjón spielten für die isländische Nationalmannschaft. Ísak ist Neffe von Atli, Þórður und Bjarni Guðjónsson sowie von Björn Bergmann Sigurðarson.